# Carano (general)
Carano (em latim: Caranus; em armênio/arménio: Կարեն; romaniz.: Karen) foi um oficial sassânida do século IV, ativo no reinado do xá Sapor II (r. 309–379). Segundo Fausto, o Bizantino, Sapor enviou-o com Zecas contra a Armênia para sitiar a rainha-viúva Farranzém em Artogerassa e governar o país. Ferdinand Justi propôs que pudesse ser o Arrabanes citado em Amiano Marcelino. Carano era o sobrenome de uma importante família parta do Império Sassânida e Nina Garsoïan pensa que era membro da família Camsaracano.

## Nome
Carano (em latim: Caranus) ou Carenes (cf. Anais de Tácito) são as formas latinas do parta Carém (𐭊𐭓𐭍𐭉, Kārēn), o nome de uma das sete grandes casas partas que reinaram no planalto Iraniano ao lado da dinastia arsácida. Foi registrado em grego como Carano (em grego: Καρανος, Karanos), Carém (Καρην, Karēn) e Carinas (Καρινᾶς, Karinas), em persa médio como Carim (𐭪𐭠𐭫𐭭𐭩, Kārin), em árabe como Carim (em árabe: قارين, Qārin) e em persa novo como Carã, Carim (قارن, Qāran / Qārin) e Carém (کارن, Kāren). Esses nomes derivam do não atestado iraniano antigo Caraina (*Kār-aina-; de *kāra-, "exército, povo").